# Franny a Zooey
Franny a Zooey (anglicky Franny and Zooey) je kniha amerického spisovatele J. D. Salingera, poprvé vydaná v roce 1961 v nakladatelství Little, Brown and Company.
Kniha je rozdělena na dvě části. První kratší část tvoří povídka Franny, druhou delší část tvoří novela Zooey. Jak povídka Franny, tak novela Zooey byly předtím vydány v časopisu The New Yorker, Franny v roce 1955 a Zooey v roce 1957.
Děj knihy se týká rodiny Glassových, která se objevuje ve více Salingerových dílech, konkrétně v knize Vzhůru, tesaři, do výše střechu zvedněte! / Seymour: Úvod, v několika povídkách vydaných ve sbírce Devět povídek a v povídce Hapworth 16, 1924.
Kniha byla mezi čtenáři velmi populární, v době svého vydání patřila mezi nejprodávanější v USA. Kritiky ovšem byla přijata rozporuplně.

## Děj

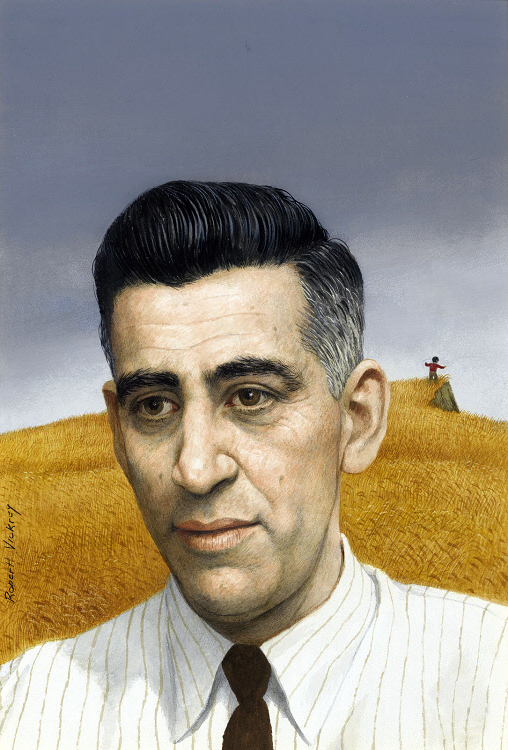
Ilustrace zobrazující J. D. Salingera z časopisu Time vydaného v roce 1961

Franny je povídka, která se zaměřuje na víkendové rande univerzitní studentky Franny se svým přítelem, Lanem Coutellem. Lane Franny pozve do luxusní restaurace na oběd, během kterého se Franny rychle rozzuří, protože Lane se baví jen o malichernostech spojených se studiem. Franny zpochybňuje důležitost vysokoškolského vzdělání, ale i význam Laneových přátelství. Nic nejí, je jí na omdlení a je pro ni čím dál nepříjemnější dál mluvit s Lanem. Nakonec se omluví a odejde toaletu, kde se nervově zhroutí, ale brzy se zase uklidní. Vrátí se ke stolu, kde mluví o tom, jak je znechucená tím, jak sobečtí a falešní lidé jsou. Lane si všimne malé knihy, které u sebe Franny má a zeptá se jí na ni. Franny mu vysvětlí, že jde o knihu Poutník vypráví o své cestě k Bohu, která vypráví o příběhu ruského poutníka, který objevil sílu nepřetržité modlitby, která spočívá v neustálém opakování modlitby "Ježíši, můj pane, smiluj se nade mnou". Poté, co se modlitba opakuje dostatečně dlouho, stane se přirozenou součástí člověka, podobně jako tlukot srdce. Člověk se tak začne modlit nevědomky a dostane se do stavu podobného zenovému. Lana ovšem obsah knih příliš nezajímá, ne více než nadcházející party a fotbalový zápas. Franny po chvíli omdlí a Lane se rozhodně zrušit svoje ostatní plány na víkend. Poté, co se Franny probere, jí Lane zavolá taxi, které ji má odvézt na její kolej a odejde. Povídka končí tím, že Franny leží v restauraci na zemi a mlčky pohybuje rty, takže je jasné, že začíná praktikovat techniku nepřetržité modlitby.
Zooey je novela, která se celá odehrává krátce po ději Franny v bytě rodiny Glassových na Upper East Side v New Yorku. Začíná tím, že si Zooey, bratr Franny, čte ve vaně čtyři roky starý dopis svého bratra Buddyho. Buddy v dopise probírá sebevraždu jejich dalšího bratra, Seymoura, ke které došlo před několika lety, zároveň také Zooeymu doporučuje, aby dál rozvíjel svou hereckou kariéru. Po chvíli do koupelny vstoupí Zooeyho matka Bessie, která se svým synem rozpráví o tom, jaké má starosti o Franny, která se emočně hroutí a odmítá jíst. Během konverzace Zooey svou matku mnohokrát slovně uráží a také ji opakovaně žádá, aby odešla z koupelny. Bessie Zooeyeho chování nevadí, jen konstatuje, že Zooey začíná být čím dál tím víc jako Buddy, a stýská si nad tím, proč její děti už nejsou tak hodné a milující, jak bývaly. Poté, co Bessie odejde z koupelny, se Zooey oblékne a odejde do obývacího pokoje, kde na gauči leží Franny společně s jejich kočkou jménem Bloomberg. Začne si s Franny povídat, a znepokojí ji svým názorem, že se dala na nekonečné recitování modlitby jen proto, aby si posílila své ego. Zooey poté odejde do ložnice, kde dřív žili Buddy a Seymour, a přečte si filozofické a náboženské citáty, které tu jsou načmárané na dveřích. Po chvíli Zooey z tohoto pokoje telefonem zavolá Franny do obýváku, a předstírá že je Buddy. Franny ho sice odhalí, ale pokračuje v hovoru. Zooey jí předá několik moudrých slov, které mu kdysi předal Seymour. Poví jí, že člověk by měl žít láskyplně a optimisticky, a to i když tak nikdo v okolí nežije, protože Ježíš si toho všimne v každém případě. Po skončení telefonátu Franny ulehne do postele a usne.

## České vydání
Kniha Franny a Zooey byla vydána česky v roce 1987 v nakladatelství Odeon, v překladu Luby Pellarové a Rudolfa Pellara.